# Paralouatta
Paralouatta es un género de platirrino que contiene dos especies extintas de pequeños primates que vivieron en la isla de Cuba, Paralouatta varonai y Paralouatta marianae.
El primate fósil cubano Paralouatta varonai fue descrito de un cráneo casi completo de finales del Cuaternario en 1991. Este cráneo y un número de dientes aislados y huesos postcraneales fueron hallados en una caverna situada en la provincia de Pinar del Río. La descripción inicial del cráneo incluyó la propuesta de que Paralouatta varonai era un pariente caribeño cercano al actual Alouatta (mono aullador) de Centro y Suramérica, pero esta colocación taxonómica empezó a ser cuestionada con los análisis de los restos dentales. Basándose en las similitudes compartidas con otros primates del Caribe, Xenothrix mcgregori y Antillothrix bernensis, MacPhee y Horovitz han propuesto que los primates caribeños son parte de una radicación monofilética que ingresó al Caribe en el límite entre el Oligoceno y el Mioceno. Investigación más reciente ha confirmado esta reclasificación y sitúa a estas tres especies en la tribu Xenotrichini.
Una segunda especie de Paralouatta (P. marianae) ha sido descrita de depósitos del Burdigaliense (principios del Mioceno, hace 18 millones de años), y es el mayor primate americano conocido de esa época.